# سيسيل كلوتير
سيسيل كلوتير هي كاتِبة وشاعرة كندية، ولدت في 13 يونيو 1930 في مدينة كيبك في كندا، وتوفيت في 30 سبتمبر 2017 في أوتاوا في كندا.